# 艾倫代爾特設鎮區 (密歇根州)
艾倫代爾特設鎮區（英語：Allendale Charter Township）是位於美國密歇根州渥太華縣的一個特設鎮區。

## 地方資料
艾倫代爾特設鎮區的面積為83.40平方千米，當中陸地面積為81.10平方千米，而水域面積為2.30平方千米。根據2020年美國人口普查的數據，當地共有人口26582人，而人口密度為每平方千米318.73人。